# ماثيو ديلبيير
ماثيو ديلبيير (بالفرنسية: Matthieu Delpierre)‏ (مواليد 26 أبريل 1981 في نانسي - فرنسا) لاعب كرة قدم فرنسي يلعب حاليا لصالح نادي الدرجة الأولى شتوتغارت الألماني منذ 2004 في مركز قلب الدفاع .

## روابط خارجية
- ماثيو ديلبيير على موقع قاعدة بيانات كرة القدم.إي يو (الإنجليزية)
- ماثيو ديلبيير على موقع بيانات كرة القدم. دي إي (الألمانية)
- ماثيو ديلبيير على موقع Soccerway.com (الإنجليزية)
- ماثيو ديلبيير على موقع عالم كرة القدم.نت (الإنجليزية)
- ماثيو ديلبيير على موقع كووورة
- ماثيو ديلبيير على موقع AS.com (الإسبانية)